# Erylus toxiformis
Erylus toxiformis är en svampdjursart som beskrevs av Mothes och Lerner 1999. Erylus toxiformis ingår i släktet Erylus och familjen Geodiidae. Inga underarter finns listade i Catalogue of Life.